# Geotrupes corinthius
Geotrupes corinthius is een keversoort uit de familie mesttorren (Geotrupidae). De wetenschappelijke naam van de soort werd in 1886 gepubliceerd door Léon Marc Herminie Fairmaire.